# Nerea
Die Nerea ist eine Ro-Pax-Fähre der italienischen Reederei Siremar.

## Geschichte
Das am 1. Februar 2021 von der italienische Reederei Caronte & Tourist bestellte Schiff wurde auf der türkischen Werft Sefine Shipyard gebaut. Die Kiellegung fand am 4. November 2021, der Stapellauf im Oktober 2022 statt. Die Fertigstellung der Fähre erfolgte am 26. Oktober 2023. Die Baukosten beliefen sich auf 40 Mio. Euro. Die Fähre ist Teil eines Flottenerneuerungsprogramms von Caronte & Tourist.
Das Schiff des Typs P367 wurde vom italienischen Schiffsarchitekturbüro NAOS Ship and Boat Design entworfen. Es wird von der zu Caronte & Tourist gehörenden Reederei Siremar eingesetzt und verkehrte zunächst zwischen Trapani und Pantelleria, bevor es auf die Strecke zwischen Milazzo und den Liparischen Inseln verlegt wurde.
Die Nerea fährt unter der Flagge Italiens mit Heimathafen Catania. Sie ist nach dem Meeresgott Nereus aus der griechischen Mythologie benannt. Das Schiff wurde im April 2025 während der Shippax Ferry Conference mit dem Shippax Award 2025 ausgezeichnet.

## Technische Daten und Ausstattung
Das Schiff verfügt über einen diesel-/gaselektrischen Hybridantrieb. Es wird durch zwei Elektromotoren mit jeweils 2500 kW Leistung angetrieben, die auf zwei Propellergondeln wirken. Für die Stromerzeugung stehen Dual-Fuel-Dieselmotoren des Motorenherstellers Wärtsilä zur Verfügung, zwei Dual-Fuel-Dieselmotoren des Typs 6L34DF mit je 2900 kW Leistung und zwei Dual-Fuel-Dieselmotoren des Typs 6L20DF mit je 1300 kW Leistung, die jeweils einen Generator antreiben. Durch den Antrieb mit Flüssigerdgas entstehen deutlich weniger Luftschadstoffe als beim Antrieb mit Dieselkraftstoff oder Schweröl. Das Schiff ist mit Akkumulatoren mit einer Kapazität von 1000 kWh ausgerüstet und kann so auch vorübergehend vollelektrisch betrieben werden, beispielsweise während der Liegezeit im Hafen. Die Akkumulatoren können von den Generatoren oder den im Achterschiffsbereich an Deck auf 250 m² installierten Solarmodulen mit 50 kW Leistung geladen werden. Das Schiff ist mit zwei mit jeweils 800 kW Leistung angetriebenen Bugstrahlrudern ausgestattet.
Die Fähre verfügt über ein Fahrzeugdeck auf Deck 3 (Hauptdeck). Dieses ist über eine herunterklappbare Heckrampe zugänglich. Das Fahrzeugdeck ist zum größten Teil geschlossen. Das hintere Ende ist nach oben offen. Auf dem Fahrzeugdeck stehen 490 Spurmeter zur Verfügung. Die nutzbare Höhe in dem mit den Decksaufbauten überbauten Bereich des Fahrzeugdecks beträgt 4,8 m. Die Fahrzeugkapazität ist mit 115 Pkw angegeben.
Die Fähre ist je nach Einsatz für 400 (Klasse A) bzw. 800 (Klasse B) Passagiere zugelassen. Für die Passagiere stehen 76 Betten in 18 Vierbett- und zwei Zweibettkabinen sowie rund 700 Ruhesessel zur Verfügung. Für die Schiffsbesatzung stehen acht Doppel- und zwölf Einzelkabinen zur Verfügung. Das Schiff ist mit Flossen- und Tankstabilisatoren ausgestattet.

## Anmerkung
1. ↑  Die Klassen beziehen sich auf die Richtlinie 2009/45/EG über Sicherheitsvorschriften und -normen für Fahrgastschiffe bzw. die Richtlinie (EU) 2017/2108 zur Änderung der Richtlinie 2009/45/EG über Sicherheitsvorschriften und -normen für Fahrgastschiffe. Danach sind Fahrgastschiffe nach ihrem Einsatzgebiet in vier Klassen unterteilt: Klasse A bis Klasse D, die unter anderem die maximale Entfernung des Fahrgastschiffes von der nächsten Küste festlegen. Klasse A beinhaltet dabei keine solche Beschränkung, Klasse B eine maximale Entfernung von 20 Seemeilen von der Küstenlinie.